# Čestmír Vycpálek
Čestmír Vycpálek (né le 15 mai 1921 à Prague, à l'époque en Tchécoslovaquie (aujourd'hui en République tchèque) et mort le 5 mai 2002 Palerme en Italie), est un joueur professionnel (milieu de terrain) devenu ensuite entraîneur de football tchèque.
Il jouait ailier droit et était connu pour avoir un caractère fort de leader.
Vycpálek est l'oncle maternel de Zdeněk Zeman, également entraîneur tchèque.

## Biographie

### Joueur
Son père Premsyl (grand supporter du Slavia Prague) voyant en lui un grand champion, emmenait Čestmír chaque semaine au stade "Spartan", tandis que sa mère Jarmila voulait lui faire finir ses études. Čestmír finit donc avec succès ses classes au lycée puis à l'Académie Commerciale à 17 ans. Une fois un diplôme en poche, il rejoignit les dirigeants du Slavia pour y jouer en équipe première.
Vycpálek dit Cesto, commence sa carrière professionnelle en 1939 au Slavia Prague. Il reste dans le championnat tchécoslovaque jusqu'à la guerre. 
Après la Seconde Guerre mondiale au cours de laquelle il sera brièvement interné pendant huit mois sous de conditions extrêmes au camp de concentration de Dachau, il part jouer en Italie à la Juventus en 1946 où évoluait son compatriote Július Korostelev (impressionné par un des dirigeants de la Juve, Artino). Les deux joueurs deviendront les premiers joueurs étrangers du club de l'après-guerre. Il devient alors le joueur tchécoslovaque de l'histoire du club avec Július Korostelev (mais Vycpálek en est le premier tchèque, Korostelev lui, étant slovaque) et y joue son premier match le 6 octobre 1946 lors d'un score de parité 3-3 contre le Milan AC. Il inscrit au total 5 buts en 27 pour la Vieille Dame.
Čestmír Vycpálek ne resta qu'une année à Turin et partit en 1947 pour Palerme (à l'époque en Serie B) où il reste en tout cinq ans. Il gagnera le titre de champion de deuxième division, remontera en Serie A avec le club sicilien dès sa première saison et deviendra le capitaine de l'équipe (Vycpálek devenant donc le premier capitaine étranger d'un club de Serie A).
En 1952, il part finir sa carrière pour le club du FC Parme jusqu'en 1958, avant de prendre sa retraite à l'âge de 37 ans.
Joueur charismatique, il était connu pour son fort caractère de leader, étant souvent assimilé à Giovanni Ferrari pour son type de jeu (bonne technique, excellent contrôle de balle et bonne vision de jeu). Il était également réputé par ses adversaires dans la surface pour son tir puissant et précis.

### Entraîneur
En 1968, après l'occupation de la Tchécoslovaquie par l'armée rouge durant le Printemps de Prague, Vycpálek fuira avec sa famille pour vivre à Palerme, où il deviendra l'entraîneur de son ancien club de 1958 à 1960.
Il entraînera ensuite quelques clubs mineurs (Siracuse, Valdagno, Juve Bagheria, Mazara (it), ainsi que la section des jeunes de l'US Palerme). Il était connu pour valoriser les jeunes.
En 1970 (à la suite de quelques problèmes avec son club de Mazara (it)), à la demande de son ami Giampiero Boniperti, il retournera à Turin pour entraîner les jeunes de la Juventus. En 1971, après la mort de l'entraîneur de la Vieille Dame Armando Picchi, il est officiellement nommé entraîneur de l'effectif professionnel (disputant son premier match sur le banc bianconero le 14 février 1971 lors d'un succès en Serie A 2-1 sur l'Hellas Vérone), et remporte dès sa première saison au club le trophée individuel de Seminatore d'oro (meilleur entraîneur de la saison).
Il gagnera deux championnats d'Italie successifs (1971-72, 1972-73), et quittera le club en 1974, remplacé par l'italien Carlo Parola, Vycpálek devenant alors observateur pour le club.
Il vécut dans la ville sicilienne de Mondello une fois sa carrière sportive finie.
Il meurt à Palerme le 5 mai 2002, le même jour que le 26e sacre de champion d'Italie de la Juventus, et exactement trente ans après la mort de son fils Cestino (né à Palerme) lors de l'accident d'avion du vol Alitalia 112 le 5 mai 1972.

## Palmarès

### Joueur
| Slavia Prague - Championnat de Tchécoslovaquie (3) : - Champion: 1939-40, 1941-42 et 1942-43. |  | Juventus - Championnat d'Italie : - Vice-champion : 1946-47. |  | Palerme - Serie B (1) : - Champion : 1947-48. |

### Entraîneur

#### En club
| Juventus \| - Championnat d'Italie (2) : - Champion: 1971-72 et 1972-73. - Vice-champion : 1973-74. - Coupe des villes de foires : - Finaliste : 1970-71. \| \| - Coupe d'Italie : - Finaliste : 1972-73. - Coupe des clubs champions : - Finaliste : 1972-73. \| |  | - Seminatore d'oro (1) : - Vainqueur : 1972.                                                   |
| - Championnat d'Italie (2) : - Champion: 1971-72 et 1972-73. - Vice-champion : 1973-74. - Coupe des villes de foires : - Finaliste : 1970-71. |  | - Coupe d'Italie : - Finaliste : 1972-73. - Coupe des clubs champions : - Finaliste : 1972-73. |